# NVIDIA MCP51
NVIDIA C51芯片组是NVIDIA的K8 IGP晶片組，於2005年推出。它是NVIDIA第一款為K8平台而設的整合型晶片組。它建了Geforce 6100顯示核心，完整支援DirectX 9.0和HDR，是當時繒圖效能最佳的整合型晶片組。南橋的硬碟支援部分有小BUG（有時不能啟动NCQ）。
NVIDIA眼見ATi在Intel和AMD平台晶片組市場漸有成績，逐在AMD平台晶片組下工夫，推出支援AMD 64-bit处理器的整合形晶片組。本來計劃推出Intel平台整合形晶片組（代號C60），但Intel推出內建ATI整合形晶片組的主機板，NVIDIA為免尷尬，決定終止C60計劃。

## 型號列表
- C51G ， Geforce 6100， 不支援Pure Video
- C51PV， Geforce 6150， 支援Pure Video， HD Video， TV Encoder， Dual Head/TMDS

## 顯示核心（北橋）技術
- 90奈米制程
  - 2個Pixel Shader流水線
  - 1個Vertex Shader流水線
- 支援Direct X 9.0c
- 支援Shader Model 3.0
- 顯示核心時脈
  - Geforce 6100 -- 425MHz
  - Geforce 6150 -- 475MHz
- PCI-E Lanes
  - C51G ， Geforce 6100 -- 1條PCI-E x16 + 1條PCI-E x1 = 17
  - C51PV， Geforce 6150 -- 1條PCI-E x16 + 2條PCI-E x1 = 18

## 南橋技術
- nForce 410
  - 10/100Mbps Ethernet
  - 2組SATA II接口
  - RAID模式支援：RAID 0、1
  - 7.1聲道音效（Azalia， HD Audio）

- nForce 430
  - Gigabit Ethernet + Active Armor Firewall
  - 4組SATA II接口
  - RAID模式支援：RAID 0、1、0+1及5
  - 7.1聲道音效（Azalia， HD Audio）

## 南北橋配搭
- C51G ，GeForce 6100 配 nForce410/430
- C51PV，GeForce 6150 配 nForce430

對手：ATi Xpress 200